# Lijst van afleveringen van Thunderbirds
Dit is een Lijst van afleveringen van de televisieserie Thunderbirds, gemaakt tussen 1965 en 1966 (hoewel productie al begon in 1964). De afleveringen staan genoemd in volgorde dat ze het eerst werden uitgezonden. Tegenwoordig worden de afleveringen vaak uitgezonden volgens oplopend productienummer. De Nederlandse titels zijn afkomstig van de dvd-uitgave van de serie.
- Seizoen 1 (1965 – 1966), 26 afleveringen
- Seizoen 2 (1966), 6 afleveringen
- Een jubileum-uitgave vanwege het 50-jarige bestaan, 3 afleveringen

| Volg- nummer | Productie- nummer | Titel                                                 | Originele uitzenddatum | Korte inhoud |
| ------------ | ----------------- | ----------------------------------------------------- | ---------------------- | --- |
| 1            | 1                 | Trapped in the Sky Gevangen in de lucht               | 30 september 1965      | Het nieuwe Fireflash-vliegtuig wordt bij zijn eerste vlucht gesaboteerd door The Hood en is niet in staat te landen. International Rescue komt voor het eerst in actie. |
| 2            | 2                 | Pit of Peril Valkuil van gevaar                       | 7 oktober 1965         | Een nieuwe machine van het United States Army genaamd de Sidewinder valt in een put en vat vlam. International Rescue wordt erbij geroepen om de crew te redden. |
| 3            | 12                | The Perils of Penelope Penelope in levensgevaar       | 14 oktober 1965        | Lady Penelope onderzoekt de verdwijning van een beroemde wetenschapper, maar belandt zelf in handen van diens ontvoerder. |
| 4            | 13                | Terror in New York City De verschrikking van New York | 21 oktober 1965        | Thunderbird 2 wordt per ongeluk neergehaald door een marineschip. Bij een poging om het Empire State Building te verplaatsen stort het gebouw in waarbij een journalist en een cameraman vast komen te zitten onder de brokstukken.                                                                               |
| 5            | 16                | Edge of Impact Een vlijmscherpe inslag                | 28 oktober 1965        | The Hood wordt ingehuurd door een generaal om de testvluchten van het nieuwe Red Arrow gevechtsvliegtuig te saboteren. Hij laat een van de vliegtuigen tegen een radiotoren aanvliegen, waardoor twee medewerkers vast komen te zitten.                                                                           |
| 6            | 15                | Day of Disaster Dag des onheils                       | 4 november 1965        | De Allingtonbrug stort in wanneer een rakettransport eroverheen rijdt. De raket, met nog twee monteurs erin, belandt op de bodem van de rivier en de automatische aftelling wordt door de schok gestart. |
| 7            | 18                | 30 Minutes After Noon Race tegen de klok              | 11 november 1965       | Een internationaal misdaadsyndicaat gebruikt explosieve armbanden om onschuldige burgers hun aanslagen uit te laten voeren. Hun volgende doel is de grootste plutoniumopslagplaats van Engeland. |
| 8            | 17                | Desperate Intruder De wanhopige Indringer             | 18 november 1965       | Tin-Tin en Brains gaan met professor Blakely op een expeditie naar het Anastameer om een verzonken tempel te onderzoeken. The Hood heeft ook interesse in de rijkdommen die in deze tempel zouden liggen en volgt hen.                                                                                            |
| 9            | 14                | End of the Road Het einde van de weg                  | 25 november 1965       | Een vriend van Tin-Tin brengt zichzelf in gevaar wanneer hij probeert de weg die zijn bedrijf aanlegt te redden. Probleem is alleen dat de man recentelijk de Tracy’s heeft bezocht en hun dus zal herkennen als ze hem komen helpen.                                                                             |
| 10           | 5                 | The Uninvited Ongenode gasten                         | 2 december 1965        | Twee archeologen komen vast te zitten in de piramide van de Khamandides. Deze piramide blijkt tevens de basis te zijn van een geheime organisatie. |
| 11           | 4                 | Sun Probe Zonnesonde                                  | 9 december 1965        | Een raket vliegt door een technische fout recht op de zon af. Thunderbird 3 wordt ingezet. |
| 12           | 8                 | Operation Crash-Dive Operatie Noodlanding             | 16 december 1965       | Twee Fireflashvliegtuigen storten door onbekende oorzaak neer in zee. Thunderbird 4 wordt ingezet om de bemanning uit het wrak op de zeebodem te halen. |
| 13           | 7                 | Vault of Death Doodskluis                             | 23 december 1965       | Een medewerker van de Bank of England wordt per ongeluk ingesloten in de nieuwe kluis. De Thunderbirds moeten hem eruitzien te halen voordat alle lucht uit de kluis is gepompt. |
| 14           | 6                 | The Mighty Atom De machtige atoom                     | 30 december 1965       | The Hood steelt een robotmuis die gemaakt is voor spionage. Vervolgens veroorzaakt hij een nucleaire ramp om de Thunderbirds te lokken. |
| 15           | 3                 | City of Fire Vuurstad                                 | 6 januari 1966         | Er breekt brand uit in de grootste wolkenkrabber ter wereld. Een familie komt vast te zitten in de kelder van het gebouw. |
| 16           | 19                | The Imposters De bedriegers                           | 13 januari 1966        | Twee criminelen doen zich voor als International Rescue en stelen bij een “reddingsactie” een aantal geheime militaire documenten. Hierdoor kan de echte organisatie niets doen tot hun naam is gezuiverd. |
| 17           | 20                | The Man From MI.5 De man van MI5                      | 20 januari 1966        | Een aantal zeer geheime documenten wordt gestolen door een criminele organisatie. De Britse Secret Intelligence Service roept de hulp van International Rescue in. |
| 18           | 21                | Cry Wolf Loos alarm                                   | 27 januari 1966        | Twee Australische kinderen roepen bij het naspelen van International Rescue per ongeluk de organisatie op. Wanneer de twee later slachtoffer worden van The Hood, die uit is op een aantal foto’s die hun vader nu bezit, is het maar de vraag of International Rescue hen na de eerste valse oproep nog gelooft. |
| 19           | 22                | Danger at Ocean Deep Gevaar in de diepe zee           | 3 februari 1966        | Een nieuw schip genaamd de Ocean Pioneer explodeert op volle zee zonder aanwijsbare reden. Ondertussen verliest International Rescue al hun radiocontact. Brains ontdekt dat beide te wijten zijn aan een chemische reactie. Een chemische reactie die nu ook de Ocean Pioneer II fataal dreigt te worden.        |
| 20           | 9                 | Move - and You're Dead Verroer je niet!               | 10 februari 1966       | Wanneer Alan Tracy zich weer met autoracen bezig gaat houden, besluiten twee van zijn rivalen hem uit de weg te ruimen. Ze laten hem en oma achter op een brug met een bom die zal ontploffen als ze bewegen. |
| 21           | 23                | The Duchess Assignment Opdracht van de hertogin       | 17 februari 1966       | De Hertogin van Royston, een goede vriendin van Lady Penelope, verliest in een casino al haar geld. Lady Penelope probeert haar via Jeff Tracy te helpen. De hertogin wordt echter doelwit van een bende die het op haar laatste kostbare bezit heeft voorzien: een beroemd schilderij.                           |
| 22           | 11                | Brink of Disaster Op het randje                       | 24 februari 1966       | Jeff, Tin-Tin en Brains worden uitgenodigd voor een ritje in een volautomatische monorail. De trein slaat echter op hol en gaat recht op een kapotte brug af. |
| 23           | 24                | Attack of the Alligators Aanval van de alligators     | 10 maart 1966          | Een nieuw experimenteel groeihormoon belandt per ongeluk in een rivier waardoor enkele alligators tot tien maal hun normale formaat groeien. De kolossale beesten vallen een nabijgelegen huis aan. |
| 24           | 10                | Martian Invasion Invasie van Mars                     | 17 maart 1966          | The Hood veroorzaakt een ongeluk op de set van een sciencefictionfilm, waardoor twee acteurs vast komen te zitten in een grot. Wanneer de Thunderbirds te hulp komen probeert The Hood wederom de reddingsactie te filmen.                                                                                        |
| 25           | 25                | The Cham-Cham De Cham-Cham                            | 24 maart 1966          | Een aantal transportvliegtuigen wordt neergeschoten, hoewel hun vluchtroute telkens geheim werd gehouden. Alan ontdekt dat bij iedere aanval een bepaald muzieknummer live werd gespeeld en vermoedt dat dit er iets mee te maken heeft. Tin-Tin en Lady Penelope gaan op onderzoek uit.                          |
| 26           | 26                | Security Hazard Veiligheidsrisico                     | 31 maart 1966          | Dit is een clip show-aflevering. Na te zijn teruggekeerd van een reddingsactie ontdekken de Tracy’s dat een kind zich heeft verstopt in de container van Thunderbird 2. |
| 27           | 27                | Atlantic Inferno Atlantisch inferno                   | 2 oktober 1966         | Jeff wordt door Lady Penelope uitgenodigd voor een vakantie op haar boerderij in Australië, waardoor de Tracy-broers voor het eerst alleen de organisatie moeten leiden. Door een mislukte marinetraining vat een onderzeese gasbel vlam en bedreigt een booreiland.                                              |
| 28           | 28                | Path of Destruction Pad van vernietiging              | 9 oktober 1966         | Een nieuwe machine genaamd de Crablogger (een volautomatische mobiele houtverwerkingsmachine) slaat op hol wanneer de bestuurders bezwijken aan voedselvergiftiging. De machine bedreigt nu niet alleen een dorp, maar ook een stuwdam.                                                                           |
| 29           | 29                | Alias Mr. Hackenbacker                                | 16 oktober 1966        | Brains ontwerpt een nieuw vliegtuig genaamd de Skytrust, dat is ontworpen om noodlandingen een stuk veiliger te maken. Het toestel wordt gekaapt door een modeontwerper die de nieuwe uitvinding van zijn collega, François Le Mare, wil stelen.                                                                  |
| 30           | 30                | Lord Parker's 'Oliday Lord Parkers vakantie           | 23 oktober 1966        | Lady Penelope en Parker gaan op vakantie in een Italiaans plaatsje dat geheel van stroom wordt voorzien door een nieuwe generator op zonne-energie. Door een onweersbui valt de reflector van deze generator van de berg en bedreigt het dorp.                                                                    |
| 31           | 31                | Ricochet Ricochet                                     | 6 november 1966        | Een illegaal ruimtestation wordt getroffen door de explosie van een onbestuurbare raket. |
| 32           | 32                | Give or Take a Million Een miljoen meer of minder     | 25 december 1966       | Tijdens kerst proberen twee inbrekers een high-tech kluis te kraken, en Tracy Island maakt zich gereed om een gast te verwelkomen. |

## Thunderbirds 1965: "New episodes from 1960s recordings"
Vanwege het 50-jarige bestaan van The Thunderbirds zijn er in 2015 door middel van een Kickstarter (website) project drie nieuwe afleveringen gemaakt op de manier zoals ze vroeger werden geproduceerd. De verhalen zijn afkomstig  van hoorspelen die destijds op Grammofoonplaat waren gezet. Deze zijn op een exclusieve DVD en Blu-ray uitgebracht en zijn voornamelijk in het buitenland te koop.
| Volg- nummer | Productie- nummer | Titel                       | Originele uitzenddatum | Korte inhoud |
| ------------ | ----------------- | --------------------------- | ---------------------- | --- |
| 1            | 1                 | Introducing Thunderbirds    | n.v.t                  | Lady Penelope en Parker maken voor het eerst kennis met Tracy-eiland. Hierbij geven alle Thunderbirds-machines een demonstratie onder de leiding van Jeff Tracy.                                                                            |
| 2            | 2                 | The Abominable Snowman      | n.v.t.                 | Er worden veel aanslagen gepleegd op Uraniumfabrieken, en in de Himalaya verdwijnen er inwoners. Het zou gaan om de Verschrikkelijke sneeuwman. Lady Penelope en Parker gaan op onderzoek uit.                                              |
| 3            | 3                 | The Stately Homes Robberies | n.v.t                  | Statige huizen in Engeland worden beroofd van hun kostbare collecties met juwelen. De schurken doen er alles aan doen om hun taak te voltooien. Het volgende huis is de villa van Lady Penelope. Kan zij met Parker hun plannen dwarsbomen? |